# Haliophyle flavistigma
Haliophyle flavistigma är en fjärilsart som beskrevs av W. Warren 1913. Haliophyle flavistigma ingår i släktet Haliophyle och familjen nattflyn. Inga underarter finns listade i Catalogue of Life.